# Sarıahmetler, Ferizli
Sarıahmetler là một xã thuộc quận Ferizli, tỉnh Sakarya, Thổ Nhĩ Kỳ. Dân số thời điểm năm 2008 là 432 người.